# Jaime Pastor Verdú
Jaime Pastor Verdú (València, octubre de 1946) és un polític i intel·lectual valencià d'ideologia marxista.

## Biografia
Va iniciar els seus estudis de ciències polítiques i sociologia a la Universitat Complutense de Madrid. Allí va ingressar en la Federació Universitària Democràtica Espanyola (FUDE), i posteriorment és escollit delegat de la Facultat de Ciències Polítiques al Sindicat Democràtic d'Estudiants. En 1966 comença a militar en el Front d'Alliberament Popular (FLP) i en 1969 es veu obligat a exiliar-se a França, després d'una ordre de crida i cerca contra ell i altres dirigents estudiantils emesa per la dictadura franquista. En París s'incorpora al nucli en l'exterior del FLP i entra en contacte amb l'embrió de la futura Lliga Comunista Revolucionària, encapçalada per Alain Krivine, i adscrita a la Quarta Internacional. A la fi de 1969 s'afilia a aquesta organització, en la qual constitueix amb altres militants la Comissió Espanya, dedicada a construir a Espanya una organització trotskista. Fins a 1973 resideix a França, on estudia sociologia a la Universitat de Vincennes. La LCR espanyola és fundada en 1971, i en 1973 torna al seu país per participar en la seva reorganització després de sofrir diverses escissions.
Entre aquesta data i 1984 és membre de la seva Buró Polític. Entre 1985 i 1991 és membre del Comitè Central de la LCR i en aquesta mateixa etapa s'incorpora al seu treball a la universitat com a professor de ciències polítiques. En 1991, després de la fusió de LCR i el Moviment Comunista, que dona lloc a Esquerra Alternativa, és escollit membre del Comitè Unificat d'aquest partit. Després de la crisi d'aquest, és un dels organitzadors d'Espai Alternatiu, corrent que s'integra en Esquerra Unida (IU) en 1995. En IU és escollit membre del Consell Polític Federal i de la Presidència Federal. Abandona la coalició a la fi de 2008 i participa en la creació d'Esquerra Anticapitalista, de la qual és un dels seus dirigents.
Actualment treballa com a professor en el Departament de Ciències Polítiques de la Universitat Nacional d'Educació a Distància (UNED). És membre dels consells de redacció de la Revista Internacional de Filosofía Política (UAM-UNED), Viento Sur i Sin Permiso.

## Obres

### En solitari
- El Estado (1977)
- Guerra, paz y sistema de Estados (1990)
- ¿Qué son los movimientos antiglobalización? (2002)
- Los nacionalismos, el Estado español y la izquierda (2012)

### En col·laboració
- Manual de Ciencia Política, coord. per M. Caminal, 1996
- En torno al sistema político español, coord. per J.C. Monedero y J. L. Paniagua, 1998
- Los movimientos sociales. Transformaciones políticas y cambio cultural, coord. per P. Ibarra i B. Tejerina, 1998
- Opciones alternativas, coord. per Jaime Pastor, 2000;
- El reto de la participación: movimientos y organizaciones, coord. per J.M. Robles, 2002;
- Plurinacionalismo y ciudadanía en España, coord. per F. Quesada, 2003;
- La ilusión constitucional, coord.. per X. Pedrol i G. Pisarello, 2004;
- Guerra global permanente. La nueva cultura de la inseguridad, coord.. per J.A. Brandariz i J. Pastor, 2005;
- Geopolítica, guerras y resistencias, coord.. por Heriberto Cairo i J. Pastor, 2006;
- La fragilización de las relaciones sociales, de Jacques Doncelot i al., 2007;
- Nacionalismo español. Esencias, memorias e instituciones, dirigit per Carlos Taibo, 2007;
- 1968. El mundo pudo cambiar de base, coord. per M. Garí, J. Pastor i M. Romero, 2008;
- Globalization and Regional Integration in Europe and Asia, coord. por Nam-Kook Kim, 2009;